# 南沙湾贝丘遗址
南沙湾贝丘遗址，位于中国广西壮族自治区象州县象州镇沙兰村公所南沙湾村北，为一个省级文物保护单位，类型为古遗址，为第四批广西壮族自治区文物保护单位，公布时间为1994年7月8日。
南沙湾贝丘遗址的历史年代为新石器时代。